# エネルギーギャップ
固体物理学においてエネルギーギャップとは、固体中の電子状態（の状態密度）が存在しないエネルギー範囲のことである。

## バンドギャップ
物質のバンド構造にエネルギーギャップが存在するとき、それをバンドギャップと呼ぶ。
半導体の物性の多くはバンドギャップで決まるが、絶縁体や金属でもバンド構造やバンドギャップが電子物性を支配する。

## 超伝導でのエネルギーギャップ
超伝導体でのエネルギーギャップは、フェルミエネルギー付近の状態密度が抑えられた領域であり、その大きさはバンド構造のエネルギースケールよりも遥かに小さい。
超伝導のエネルギーギャップは、超伝導の理論的な記述における重要な側面であり、BCS理論では目立って取り上げられている。
ここでエネルギーギャップの大きさは、クーパー対の形成による2つの電子のエネルギー利得を表す。
通常の超伝導体が金属状態（高温）から超伝導状態に冷却された場合、エネルギーギャップは臨界温度{\displaystyle T_{c}}以上では見られず、{\displaystyle T_{c}}でエネルギーギャップが現れ、さらに冷却するとエネルギーギャップは大きくなる。
BCS理論によれば、通常の超伝導体の絶対零度でのエネルギーギャップ{\displaystyle \Delta }は臨界温度{\displaystyle T_{c}}で見積もられる。
{\displaystyle \Delta (T=0)=1.764\,k_{B}T_{c}}
ここで{\displaystyle k_{B}}はボルツマン定数である。

## 擬ギャップ
状態密度がフェルミエネルギー付近で小さくなるが完全には無くなっていない場合、擬ギャップと呼ぶ。
擬ギャップは様々な物質で観測されており、その顕著な例は高温超伝導体である。

## ハードギャップとソフトギャップ
状態密度が広いエネルギー範囲で消失している場合、これをハードギャップと呼ぶ。
一方で状態密度がただ一つのエネルギー値でのみ消失している（そのエネルギー値付近では小さくなっているが消失していない）場合、これをソフトギャップと呼ぶ。
ソフトギャップの典型的な例はクーロンギャップであり、クーロン相互作用がある局所的な電子状態で見られる。